# Tullgrenella peniaflorensis
Tullgrenella peniaflorensis là một loài nhện trong họ Salticidae.
Loài này thuộc chi Tullgrenella. Tullgrenella peniaflorensis được María Elena Galiano miêu tả năm 1970.